# Edigej
Edigej, Edigu ali Edege Mangit (turško İdegäy) je bil turški emir Bele horde, ki je ustanovil svojo državo, kasneje znano kot Nogajska horda, * 1352, † 1419, Stari Saraj, Zlata horda.
Edigej je bil iz krimskega plemena  Mangut. Njegov oče je bil turški plemič Baltičak, katerega je leta 1378 porazil in ubil kan Zlate horde Toktamiš. Edigej je postal slaven Toktamišev general, potem pa se je obrnil proti svojemu vladarju.  Po letu 1396 je bil suveren vladar velikega ozemlja med Volgo in Uralom, ki se je kasneje imenovalo Nogajeva horda. 
Leta 1397 se je povezal s kanom Timur Kutlugom in bil imenovan za vrhovnega poveljnika armade Zlate horde. Leta 1399 je v bitki na Vorskli odločilno porazil Toktamiša in velikega litovskega kneza Vitautasa in zatem pod svojo oblastjo zadnjič v zgodovini združil nekdanje Džočijevo ozemlje (ulus). 
Leta 1406 je s Sibiriji odkril in preko svojih agentov ubil svojega starega nasprotnika Toktamiša.  Naslednje leto je napadel Volško Bolgarijo. Leta 1408 je vodil  uničevalni pohod Tatarov na Rusijo, ker že nekaj let ni plačevala davkov Zlati hordi. Požgal je Nižni Novgorod, Gorodec, Rostov in številna druga mesta, Moskve pa ni uspel zavzeti.
Dve leti kasneje je bil v Zlati hordi odstavljen in je zbežal v Horezm. S timuridskim vladarjem Šahruhom je bil v dobrih odnosih in bil celo poročen z njegovo hčerko in materjo Mohameda Džukija, kandidata za horezemskega prestolonaslednika. Šahruh ga je kljub temu izgnal v Saraj, kjer ga je leta 1419 umoril eden od Toktamiševih sinov.
Edigejeva dinastija v Nogajevi hordi je vladala še približno dvesto let, potem pa sta  se njegova zadnja naslednika preselila v Moskvo, se pokristjanila in postala znana kot kneza Urusov in Jusupov.

## Sklic
1. 1 2 3  Едигей (эмир Белой Орды) // Большая советская энциклопедия: [в 30 т.] — 3-е изд. — Moskva: Советская энциклопедия, 1969.
2. 1 2  Чувашская энциклопедия — Чувашское книжное издательство, 2006. — 2567 с. — ISBN 978-5-7670-1471-2
3. ↑   Devin DeWeese (2010). Islamization and Native Religion in the Golden Horde. str.  338.